# Льодовий дрифт
«Льодовий дрифт» (англ. The Ice Road) — американський екшн-трилер, поставлений Джонатаном Генслі за своїм сценарієм. У головній ролі — Ліам Нісон. У фільмі також знялися Лоренс Фішберн і Холт Маккелані.
Фільм вийшов в прокат 25 червня 2020.

## Сюжет
На півночі Канади відбувається обвалення алмазної шахти, через що десятки шахтарів опиняються в крижаній пастці. Водій Майк вирішує приєднатися до рятувальної операції, не уявляючи, що лід — аж ніяк не єдина небезпека, з якою йому доведеться зіткнутися.

## В ролях
- Ліам Нісон — Майк МакКанн[7]
- Лоренс Фішберн — Джим Голденрод
- Бенджамін Вокер — Том Варнай
- Ембер Мідфандер — Танту
- Холт Маккелані — Рене Лампард
- Мартін Сенсмейер — Коді
- Метт Маккой — Джордж Сайкл
- Маркус Томас — Герті МакКанн

## Виробництво
Зйомки проходили в Вінніпегу, Іль-де-Шен і Гімлі, Манітоба у лютому 2020 року.

## Реліз
У березні 2021 року компанія Netflix купила права на показ фільму за 18 млн.